# Torneo Apertura 2010 (Venezuela)
El Torneo Apertura de la Primera División Venezolana 2010/11 oficialmente llamado Torneo Apertura 2010 Copa Movilnet es uno de los dos torneo de la temporada 2010/11 de la primera división venezolana de fútbol. El torneo comenzó el 8 de agosto y terminará el 12 de diciembre.

## Aspectos generales

### Modalidad
El torneo se juega con el formato "todos contra todos" en una rueda (17 fechas), en los que participan dieciocho equipos. El campeón será el que sume más puntos durante las 17 fechas. Los campeones de los dos torneos (Apertura y Clausura) se enfrentan en una final a partidos de ida y vuelta para definir al Campeón Nacional quien se lleva el título de Liga es decir, la estrella de la temporada. La clasificación a la Copa Libertadores de América, corresponden al ganador del Torneo Apertura.

## Ascensos y descensos
| Pos | Descendidos de Primera División |
| --- | ------------------------------- |
| 17º | Centro Ítalo                    |
| 18º | Llaneros de Guanare             |

| Pos | Ascendidos de Segunda División |
| --- | ------------------------------ |
| 2Aº | Caroní *                       |
| 1Cº | Atlético Venezuela             |

* Caroní Fútbol Club obtiene el pase a primera división por haber quedado 2º en el torneo apertura. Caracas Fútbol Club B (1º en el torneo apertura, no asciende por ser equipo filial).

## Datos de los clubes
| Equipo                            | Ciudad         | Entrenador         | Estadio                       | Aforo  |
| --------------------------------- | -------------- | ------------------ | ----------------------------- | ------ |
| Deportivo Lara                    | Cabudare       | Carlos Hernández   | Estadio Metropolitano de Lara | 40.300 |
| Aragua Fútbol Club                | Maracay        | Raúl Cavalleri     | Giuseppe Antonelli            | 5.000  |
| Atlético El Vigía Fútbol Club     | El Vigía       | Rodín Duque        | Ramón Hernández               | 12.765 |
| Atlético Venezuela                | Caracas        | Edson Rodríguez    | Brígido Iriarte               | 10.000 |
| Carabobo Fútbol Club              | Valencia       | Alberto Valencia   | Misael Delgado                | 10.000 |
| Caracas Fútbol Club               | Caracas        | Ceferino Bencomo   | Olímpico de la UCV            | 24.900 |
| Caroní Fútbol Club                | Ciudad Guayana | Víctor Orozco      | C.T.E Cachamay                | 41.600 |
| Club Deportivo Mineros de Guayana | Ciudad Guayana | Carlos Maldonado   | C.T.E Cachamay                | 41.600 |
| Deportivo Anzoátegui Sport Club   | Puerto La Cruz | Daniel Farías      | José Antonio Anzoátegui       | 40.000 |
| Deportivo Petare                  | Caracas        | Eduardo Saragó     | Olímpico de la UCV            | 24.900 |
| Deportivo Táchira Fútbol Club     | San Cristóbal  | Jorge Luis Pinto   | Polideportivo Pueblo Nuevo    | 41.500 |
| Estudiantes de Mérida Fútbol Club | Mérida         | Rafael Dudamel     | Metropolitano de Mérida       | 42.500 |
| Monagas Sport Club                | Maturín        | Alí Cañas          | Monumental de Maturín         | 52.000 |
| Real Esppor Club                  | Caracas        | Noel Sanvicente    | Brígido Iriarte               | 10.000 |
| Trujillanos Fútbol Club           | Valera         | Pedro Vera         | José Alberto Pérez            | 24.000 |
| Yaracuyanos Fútbol Club           | San Felipe     | Saul Maldonado     | Florentino Oropeza            | 10.000 |
| Zamora Fútbol Club                | Barinas        | José de Jesús Vera | Agustín Tovar                 | 27.500 |
| Zulia Fútbol Club                 | Maracaibo      | Miguel Acosta Jr.  | José Encarnación Romero       | 45.000 |

### Estadios
|                                                                                              |                                                                                                 | |
|                                                                                              |                                                                                                 | |
| Estadio Monumental de Maturín Ciudad: Maturín Capacidad: 52.000 Club: Monagas                | Estadio José Encarnación Romero Ciudad: Maracaibo Capacidad: 45.000 Club: Zulia                 | Polideportivo de Pueblo Nuevo Ciudad: San Cristóbal Capacidad: 42.500 Club: Deportivo Táchira       |
|                                                                                              |                                                                                                 | |
| Estadio Metropolitano de Mérida Ciudad: Mérida Capacidad: 42.200 Club: Estudiantes de Mérida | Estadio Cachamay Ciudad: Ciudad Guayana Capacidad: 41.300 Club: Caroní, Mineros de Guayana      | Estadio José Antonio Anzoátegui Ciudad: Puerto La Cruz Capacidad: 41.000 Club: Deportivo Anzoátegui |
| Estadio Metropolitano de Lara                                                                |                                                                                                 | |
| Estadio Metropolitano de Lara Ciudad: Cabudare Capacidad: 46.000 Club: Deportivo Lara        | Estadio Agustín Tovar Ciudad: Barinas Capacidad: 27.500 Club: Zamora                            | Estadio Olímpico de la UCV Ciudad: Caracas Capacidad: 24.900 Club: Caracas, Deportivo Petare        |
|                                                                                              |                                                                                                 | |
| Estadio José Alberto Pérez Ciudad: Valera Capacidad: 24.000 Club: Trujillanos                | Estadio Brígido Iriarte Ciudad: Caracas Capacidad: 10.000 Club: Atlético Venezuela, Real Esppor | Polideportivo Misael Delgado Ciudad: Valencia Capacidad: 10.000 Club: Carabobo                      |
|                                                                                              |                                                                                                 | |
| Estadio Ramón Hernández Ciudad: El Vigía Capacidad: 12.765 Club: Atlético El Vigía           | Estadio Florentino Oropeza Ciudad: San Felipe Capacidad: 10.000 Club: Yaracuyanos               | Estadio Giuseppe Antonelli Ciudad: Maracay Capacidad: 5.000 Club: Aragua                            |

## Clasificación
| Leyenda |
| --- |
| - Pts: Puntos. - PJ: Partidos jugados. - G: Partidos ganados. - E: Partidos empatados. - P: Partidos perdidos. - GF: Goles a favor. - GC: Goles en contra. - DIF: Diferencia de gol. |

|                                                 |     | Equipos de fútbol     | PJ | G  | E | P  | GF | GC | Dif | Pts |
| ----------------------------------------------- | --- | --------------------- | -- | -- | - | -- | -- | -- | --- | --- |
|                                                 | 1.  | Deportivo Táchira     | 17 | 10 | 6 | 1  | 31 | 11 | +20 | 36  |
|                                                 | 2.  | Real Esppor           | 17 | 11 | 3 | 3  | 30 | 11 | +19 | 36  |
|                                                 | 3.  | Caracas               | 17 | 11 | 2 | 4  | 23 | 15 | +8  | 35  |
|                                                 | 4.  | Deportivo Petare      | 17 | 9  | 6 | 2  | 25 | 17 | +8  | 33  |
|                                                 | 5.  | Trujillanos           | 17 | 7  | 6 | 4  | 22 | 15 | +7  | 27  |
|                                                 | 6.  | Aragua                | 17 | 8  | 3 | 6  | 22 | 20 | +2  | 27  |
|                                                 | 7.  | Deportivo Anzoátegui  | 17 | 7  | 5 | 5  | 35 | 30 | +5  | 26  |
|                                                 | 8.  | Yaracuyanos           | 17 | 6  | 8 | 3  | 20 | 17 | +3  | 26  |
|                                                 | 9.  | Estudiantes de Mérida | 17 | 6  | 4 | 7  | 18 | 22 | -4  | 22  |
|                                                 | 10. | Zulia                 | 17 | 6  | 3 | 8  | 25 | 27 | -2  | 21  |
|                                                 | 11. | Mineros de Guayana    | 17 | 4  | 8 | 5  | 20 | 20 | 0   | 20  |
|                                                 | 12. | Monagas               | 17 | 4  | 5 | 8  | 25 | 25 | 0   | 17  |
|                                                 | 13. | Deportivo Lara        | 17 | 3  | 7 | 7  | 23 | 28 | -5  | 16  |
|                                                 | 14. | Carabobo              | 17 | 3  | 7 | 7  | 15 | 21 | -6  | 16  |
|                                                 | 15. | Atlético Venezuela    | 17 | 4  | 4 | 9  | 22 | 33 | -11 | 16  |
|                                                 | 16. | Atlético El Vigía     | 17 | 2  | 8 | 7  | 18 | 25 | -7  | 14  |
|                                                 | 17. | Zamora                | 17 | 3  | 5 | 9  | 17 | 29 | -12 | 14  |
|                                                 | 18. | Caroní                | 17 | 3  | 2 | 12 | 10 | 35 | -25 | 11  |
| Datos actualizados al: 12 de diciembre de 2010. |     |                       |    |    |   |    |    |    |     |     |